# Vegeta (alimento)

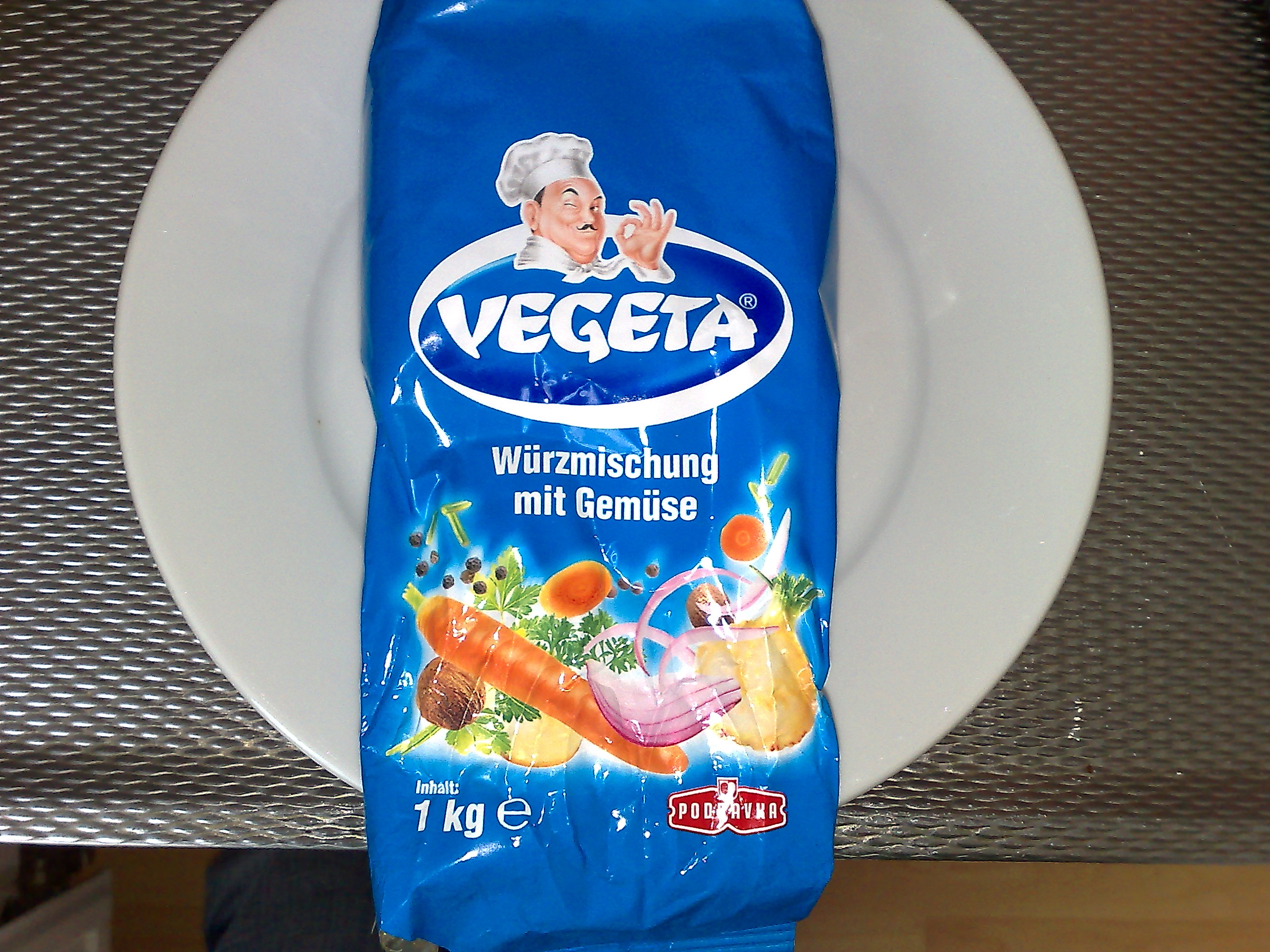
Paquete de Vegeta.

Vegeta es un condimento consistente en una mezcla de especias y diversas verduras. Es fabricado por Podravka, una compañía de Koprivnica (Croacia), así como una subsidiaria en Polonia y dos licenciatarios de Austria y Hungría. Como testimonio de la popularidad del producto, existen casi 50 compañías intentando imitarlo.
El Vegeta fue creado en 1958 en los laboratorios de Podravka por un equipo dirigido por el profesor Zlata Bartl. Primero se vendió en Yugoslavia en 1959 como «Vegeta 40», y desde entonces se ha hecho tan popular que su producción aumentó varios órdenes de magnitud. En 1967 el Vegeta fue exportado por vez primera a Hungría y la URSS y actualmente se vende en unos 40 países de todo el mundo.
Sus ingredientes son:
- sal (máx. 56%);
- vegetales deshidratados (15,5%): zanahoria, chirivía, cebolla, ajo, hojas de perejil;
- potenciadores del sabor: glutamato monosódico (máx. 15%), inosinato disódico;
- azúcar;
- especias;
- maicena;
- riboflavina (para dar color).